# Parupeneus procerigena
Parupeneus procerigena es una especie de peces de la familia Mullidae en el orden de los Perciformes.

## Morfología
• Los machos pueden llegar alcanzar los 19,8 cm de longitud total.

## Distribución geográfica
Se encuentra al oeste del Océano Índico.

## Hábitat
Es un pez de mar.